# Ciauscolo
Il ciaùscolo (pronuncia /ʧaˈuskolo/) o ciabùscolo è un insaccato tipico delle Marche e dell'Umbria.

## Storia
Il ciauscolo è un salume della tradizione contadina dell'entroterra umbro-marchigiano e la zona di produzione coincide con quella del Ducato di Camerino e Spoleto. È prodotto solo nella costa e nella piana adriatica, restando un prodotto tipico del contado camerte, in particolare Visso.
I due documenti più antichi nei quali viene citato si trovano in un prezzario di Belforte del Chienti, nell'Archivio di Stato di Macerata, datato 1696, e in un elenco di prodotti in vendita in una pizzicheria, nell'Archivio di Stato di Camerino, datato 1727.
L'etimologia del termine è incerta: Carlo Battisti e Giovanni Alessio propendono per una derivazione dal latino iūsculum (attestato in Catone), diminutivo di iūs, «salsa», «sugo», «brodetto», tuttavia non è chiaro quale sia l'elemento prefisso; più probabilmente il nome deriva dal latino ci(a)busculum, letteralmente «piccolo cibo», «spuntino».

## Indicazione geografica protetta
Il 3 novembre 2006 il ciauscolo ha ottenuto il riconoscimento di Indicazione geografica protetta (IGP) nazionale.
L'11 agosto 2009 il ciauscolo ha ottenuto il riconoscimento di Indicazione geografica protetta (IGP) europea.
Con il riconoscimento del marchio di qualità IGP, i produttori locali possono indicare nell'etichettatura la dicitura "Prodotto della montagna".

## Produzione
La produzione di questo tipico salame si attesta sulle 600 tonnellate l'anno.

## Caratteristiche

### Ciauscolo IGP (Marche)
Il riconoscimento IGP viene dato unicamente al ciauscolo prodotto nelle province di Ancona, Macerata, Fermo e Ascoli Piceno.
Materia prima: impasto di carne suina derivante da spalla, pancetta, prosciutto, lombo, lardo e altri tagli minori con aggiunta di aromi quali vino bianco, aglio e pepe.
Lavorazione: le carni del maiale, dopo essere state refrigerate per circa 2 giorni per un'ottimale frollatura, vengono macinate più volte (di norma due), impastate e insaccate in budello naturale con legatura alle estremità (in alcuni casi si effettuano più legature).
Stagionatura: essa, di almeno 15 giorni, può avvenire in locali artigianali o industriali a temperatura compresa tra i 10 e 16 °C.
Aspetto: di forma cilindrica (si presenta come un salame di media grandezza), peso medio 500-1000 g., lunghezza circa 30 cm, colore rosato, insaccato in budello naturale. Si distingue dagli altri salumi per la sua spalmabilità, tale da renderlo paragonabile ad un paté. Questa caratteristica è più evidente nei prodotti delle zone dell'alto maceratese e dell'entroterra ascolano, dove la percentuale di grasso è maggiore.
Area di produzione: province di Macerata e Ascoli Piceno con particolare diffusione nelle zone interne. Parte meridionale della provincia di Ancona.

### Ciauscolo (Umbria)
Per quanto questo insaccato appartenga alla tradizione marchigiana (nello specifico la provincia di Macerata), il ciauscolo viene prodotto un po' ovunque in Umbria: Poggiodomo, Norcia, Spoleto e altrove.
Tecnologia di preparazione: per l'impasto del ciauscolo si scelgono le parti più saporite del maiale, come la spalla, il prosciutto (nelle località in cui non si impieghi tale taglio per ricavarne l'omonimo salume) e la pancetta in percentuale elevata per mantenere la morbidezza dell'impasto. La carne viene macinata tre volte con stampi sempre più piccoli per avere una grana sottilissima, quasi come quella di un paté. Si concia con sale, pepe e aglio pestato e un po' di vino. Si insacca nel budello naturale del maiale o anche di vaccina. È la versione umbra del ciauscolo marchigiano.
Periodo di stagionatura: due o tre mesi in cantina.

## Consumo
Il ciauscolo può essere consumato, una volta privato del "budello" (spellato), spalmato su pane raffermo o appositamente abbrustolito sul fuoco. Può, una volta spalmato sulla fetta di pane, nuovamente abbrustolito.